# Mildred Pierce (film)
Mildred Pierce (1945) este un film noir dramatic american regizat de Michael Curtiz cu Joan Crawford, Jack Carson și Zachary Scott în rolurile principale. În alte roluri interpretează actorii Eve Arden, Ann Blyth și Bruce Bennett. Filmul prezintă suferința de lungă durată a unei mame provocată de fiica ei nerecunoscătoare.  Scenariul este realizat de Ranald MacDougall, William Faulkner și Catherine Turney (ultimii doi nemenționați); și este bazat pe romanul omonim din 1941 de by James M. Cain. Filmul este produs de Jerry Wald, Jack L. Warner fiind producător executiv.
În 1946, Joan Crawford a primit Premiul Oscar pentru cea mai bună actriță pentru rolul titular din acest film.
Filmul  a fost selectat pentru a fi inclus în Registrul Național de Film de către Biblioteca Congresului în 1996.

## Distribuție
- Joan Crawford ca Mildred Pierce Beragon
- Jack Carson ca Wally Fay
- Zachary Scott ca Monte Beragon
- Eve Arden ca Ida Corwin
- Ann Blyth ca Veda Pierce Forrester
- Butterfly McQueen ca Lottie
- Bruce Bennett ca Albert "Bert" Pierce
- Lee Patrick ca Mrs. Maggie Biederhof
- Moroni Olsen ca Inspector Peterson
- Veda Ann Borg ca Miriam Ellis
- Jo Ann Marlowe as ca Pierce